# Province de Djalal-Abad
La province de Djalal-Abad, ou de Djalalabad, (en kirghize :  Жалалабат облусу ; en russe : Джалал-Абадская область, Djalal-Abadskaïa oblast) est une des 7 provinces du Kirghizistan. Sa capitale administrative est la ville de Djalalabad. Sa population était de 962 200 habitants en 2005 et de 1 036 700 habitants en 2011.

## Géographie

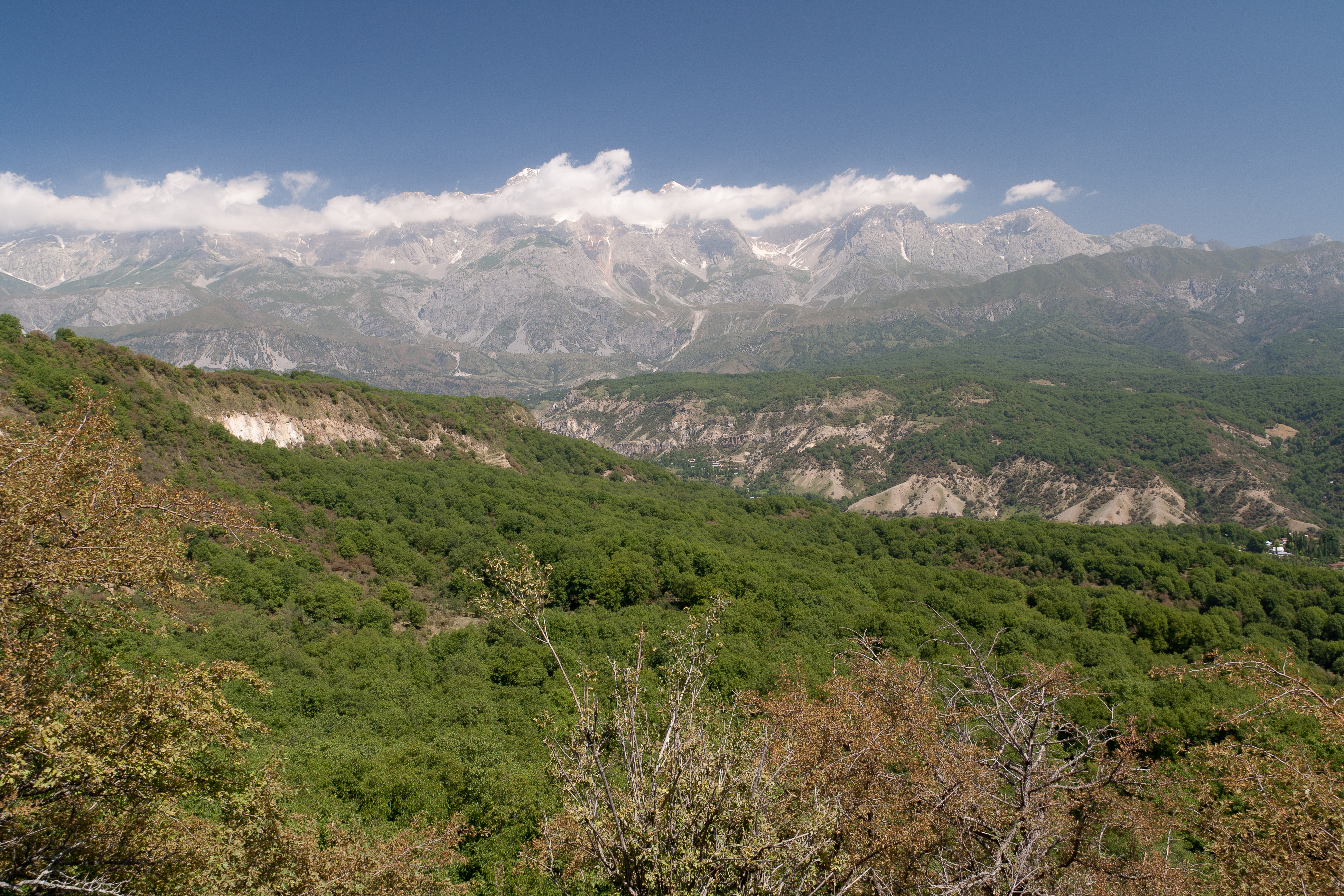
Forêt de noyers d'Arslanbob.

La province est caractérisée par ses montagnes avec ses nombreux lacs et ses eaux minérales, ainsi que par ses forêts de noyers. Elle s'étend au nord-est de la vallée de Ferghana sur les montagnes du Tian-Shan occidental composé des chaînes montagneuses suivantes : l'Alataou de Talas, le Soussamyrtaou, le massif de Pskem, les monts Ferghana, les monts Tchandalach et les monts Tchatkal.
Les piémonts des montagnes sont recouverts de végétation steppique semi-désertique, tandis que les contreforts sont recouverts de forêts de noyers et de conifères avec des broussailles de genévriers. Plus haut, la végatation est de type subalpin, puis alpin.
La centrale hydroélectrique du barrage de Toktogoul compte parmi les plus importantes du pays. Elle fournit de l'électricité et de l'eau à la fois au Kirghizistan et à ses pays voisins.

## Climat
À cause de sa situation isolée et plutôt méridionale, la province jouit d'un climat doux, mais strictement continental. Les montagnes sont recouvertes de neige en hiver avec des tempêtes de neige qui peuvent être fortes, tandis que les vallées ont un climat très chaud et sec en été.

## Économie
La province qui appartient au Kirghizistan du Sud est la moins développée du pays. Les habitants de la région vivent de l'agriculture. Ils cultivent surtout le blé, des arbres fruitiers, des légumes, du maïs, et du tabac. Ils élèvent des vers à de soie et produisent des noix. La province produit également un petit nombre de plantes à fibres textiles. 
La province de Djalal-Abad exploite des centrales hydroélectriques et vit aussi de l'extraction de minérais, de l'exploitation du gaz naturel, du charbon, du pétrole et des métaux. La ville de Kochkor-Ata est le foyer principal de l'industrie pétrolière du pays et se trouve à côté dans la province de Naryn. C'est donc un pôle d'émigration des habitants de la province de Djalal-Abad.

## Population
En 2011, la population vivant dans la région comptait 1 036 700 personnes (20 % de la population du Kirghizistan). Selon les statistiques de 2003, elle comptait 834 000 habitants avec une densité de population de 26 personnes par kilomètre carré. (200-500 habitants par kilomètre carré dans les vallées et 0,5 habitant dans la montagne). Les Kirghizes ethniques dominent (environ 70 %), mais un quart de la population est alors représenté par les Ouzbeks ethniques, avec en plus un petit nombre de Russes ethniques et d'ethnies turcophones, ainsi que quelques Tadjiks. Un grand nombre d'Ouzbeks ethniques ont quitté la province en 2005, lorsqu'ont éclaté des pogroms interethniques entre Kirghizes et Ouzbeks.
La religion principale est l'islam sunnite, avec une touche de chamanisme. La petite minorité russophone est orthodoxe ou athée.
La taille moyenne des ménages dans la région est de 4,5 personnes. Après l'émigration massive au moment de l'indépendance du pays de la population russophone qui dans la région, cependant, n'a jamais été particulièrement nombreuses, un processus de migration intensive a eu lieu entre différentes régions de la république kirghize. La population locale rurale a connu un exode rural vers Djalalabad, puis vers la province de Tchouï et Bichkek, et plus récemment pour travailler dans la fédération de Russie.
Cette région montagneuse est aussi une région de traditions populaires. En raison de sa position près de la frontière avec l'Ouzbékistan, les différentes minorités ethno-linguistiques sont présentes en proportions plus ou moins importantes.

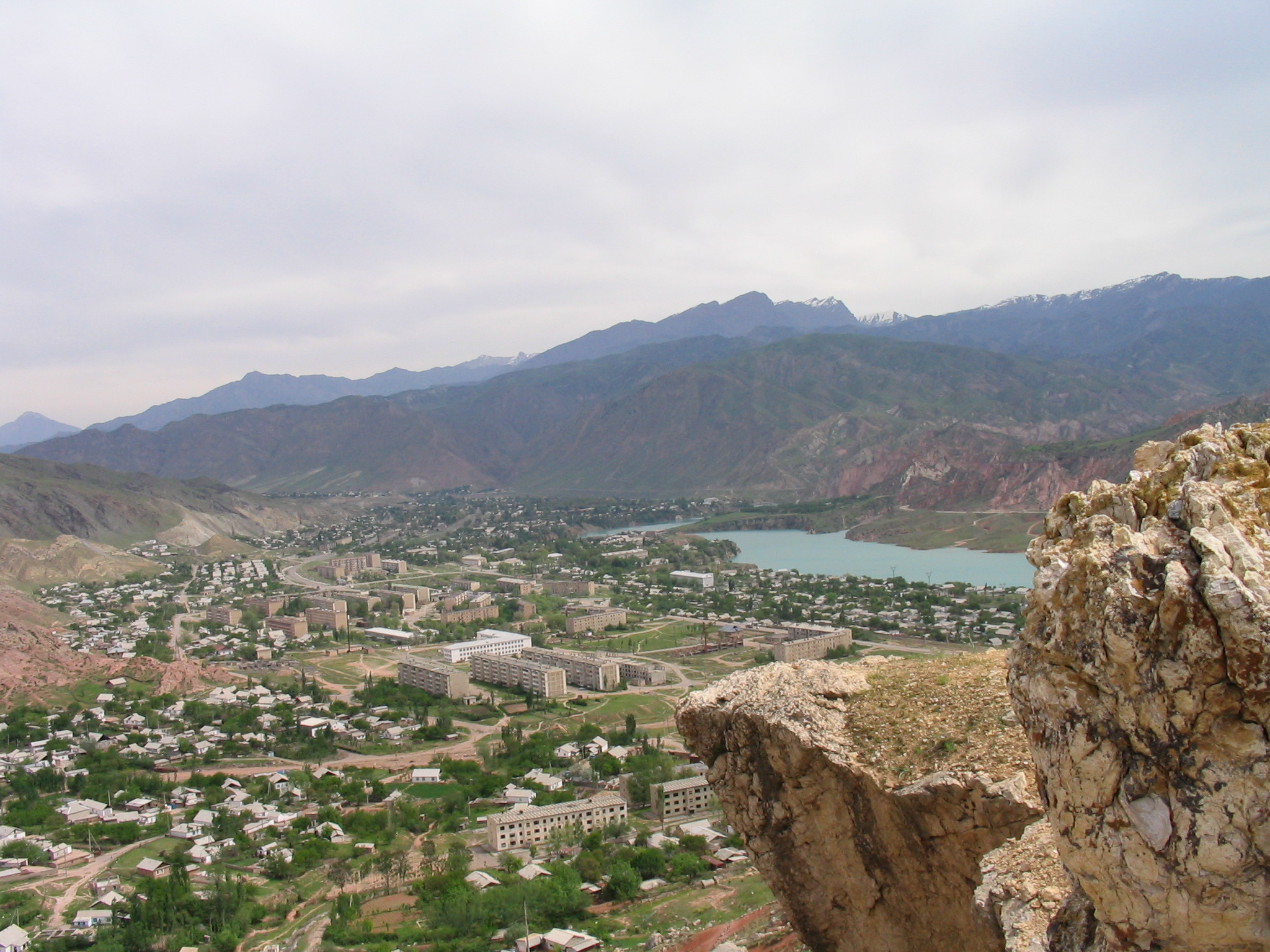
Tach-Koumyr, vue du mont du Crocodile

Outre Djalalabad (plus de 94 000 habitants, Kirghizes à 57 %), les villes les plus peuplées sont les suivantes :
- Tach-Koumyr, ville de plus de 35 000 habitants (Kirghizes à 88 %)
- Maïlouou-Souou, ville minière d'environ 23 000 habitants (Kirghizes à 76 %)
- Kara-Köl, plus de 22 000 habitants (Kirghizes à 95 %)
- Toktogoul, plus de 17 000 habitants
- Kerben, plus de 15 000 habitants (Kirghizes à 90 %)
- Massy, plus de 14 000 habitants
- Kok-Yangak, plus de 10 000 habitants (Kirghizes à 85 %)

## Tourisme et environnement
Elle possède le plus grand parc naturel de forêt de noyers en Asie centrale, appelé Arslanbob, qui couvre une grande partie de la région. Le village d'Arslanbob offre des possibilités d'hébergement.
Sary-Chelek est une réserve naturelle dans la province de Jalal-Abad avec un beau lac alpin entouré de vergers de fruits sauvages et de pins. Il existe des possibilités illimitées de trekking dans la région, bien que le manque d'infrastructures réduise les possibilités.
Des cures thermales d'eau minérale pour les personnes atteintes de diverses maladies chroniques sont ouvertes depuis l'ère soviétique. Un certain nombre d'entreprises ont réussi dans le commerce des eaux minérales en bouteille, aussi bien dans le pays qu'à l'étranger.

## Dirigeants
| Nom                     | de               | à                   |
| ----------------------- | ---------------- | ------------------- |
| Bekmamat Osmonov        | 1992             | 1993                |
| Abdyzhapar Tagaev       | 1993             | 1995,               |
| Kourmanbek Bakiev       | 1995             | 1997                |
| Sultan Urmanaev         | 30 décembre 2001 | 9 avril 2002        |
| Jusupbek Sharipov       | 10 avril 2002    | Mars 2005           |
| Jusupbek Jeyenbekov     | 2005             | Janvier 2006        |
| Iskenderbek Aliyev      | 19 janvier 2006  | 27 novembre 2007    |
| Koshbai Masirov         | 27 novembre 2007 | 7 avril 2010        |
| Kamchybek Tashiev       | 7 avril 2010     | 16 avril 2010       |
| Bektur Asanov (intérim) | 16 avril 2010    | 19 avril 2010       |
| Paizulla Rahmonov       | 19 avril 2010    | 21 avril 2010       |
| Bektur Asanov           | 21 avril 2010    | 8 juillet 2011      |
| Shayir Ajimatov         | 14 mai 2010,     | Régence non reconnu |
| Illich Narmatov         | 15 mai 2010,     | Régence non reconnu |
| Azizbek Tursunbaev      | 8 juillet 2011   | 17 août 2012        |
| Jusubali Turomamats     | 17 août 2012     | 3 mars 2014         |
| Jusupbek Jeenbekov      | 3 mars 2014      | 12 août 2014        |
| Jumagul Egemberdieva    | 12 août 2014     | Septembre 2016      |
| Kyyanbek Satybaldiev    | Octobre 2016     | 23 janvier 2020     |
| Nurbolot Mirzakhmedov   | 23 janvier 2020  | 19 octobre 2020     |
| Absattar Syrgabaev      | 19 octobre 2020  | actuel              |

## Districts
La province est divisée en 8 districts: Asky, Ala Buka, Chatkal, Nooken, Suzak, Toguz-Toro, Toktogul.

## Illustrations

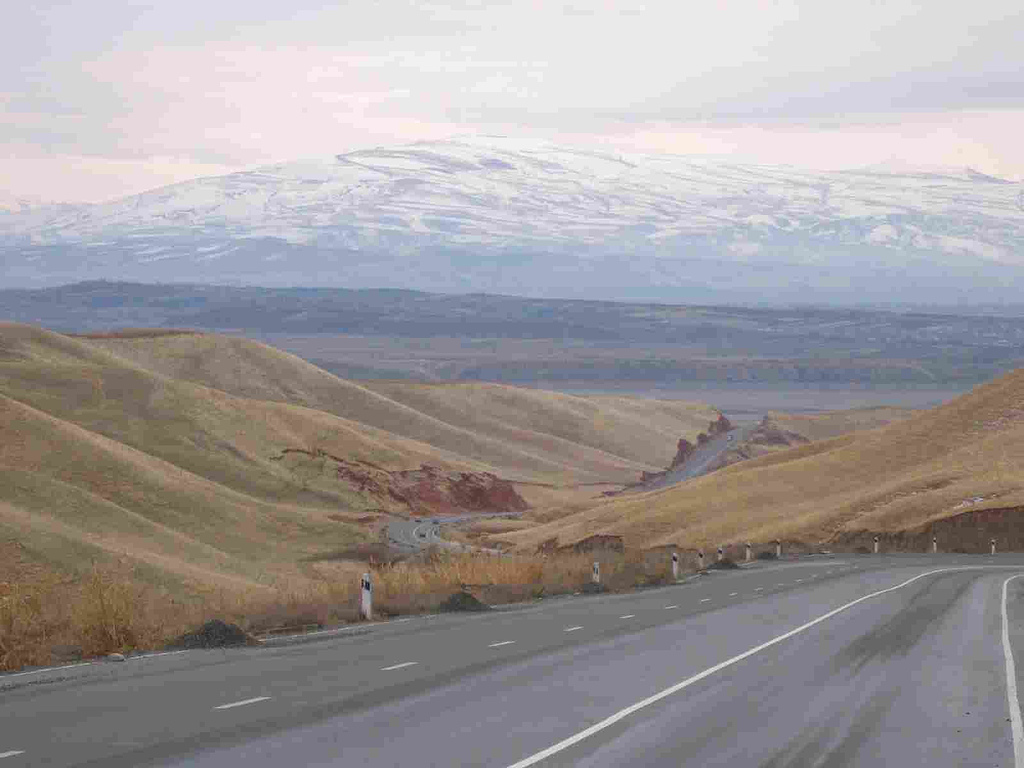
Route de Djalalabad à Och
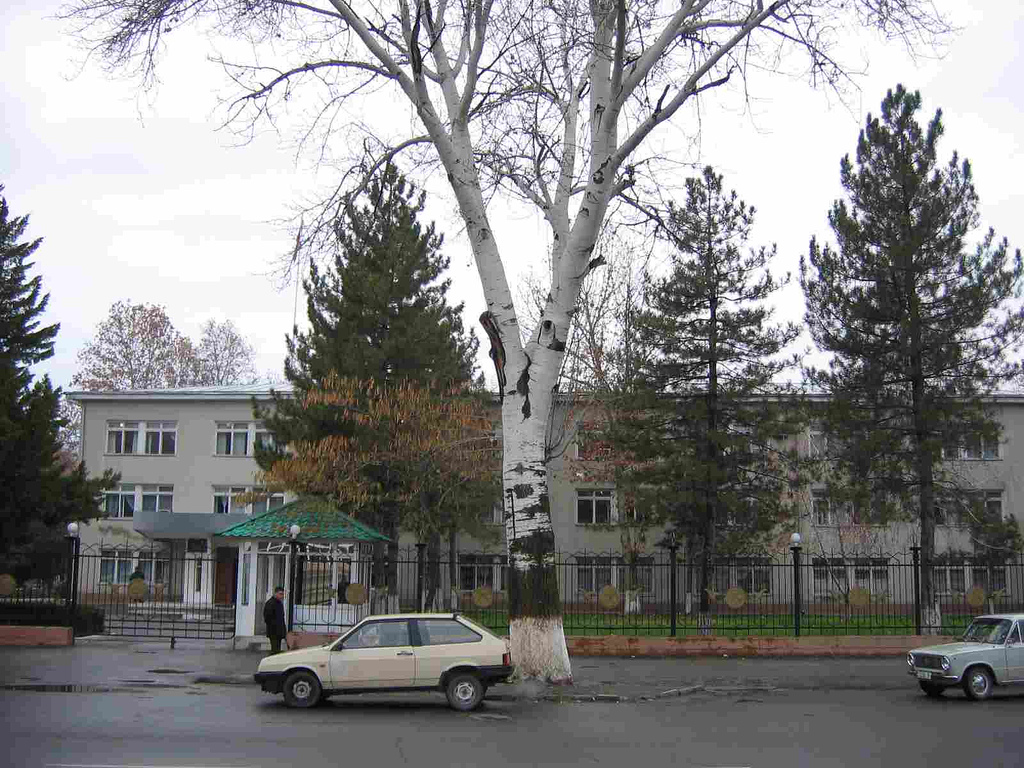
Siège de l'administration de la province à Djalalabad
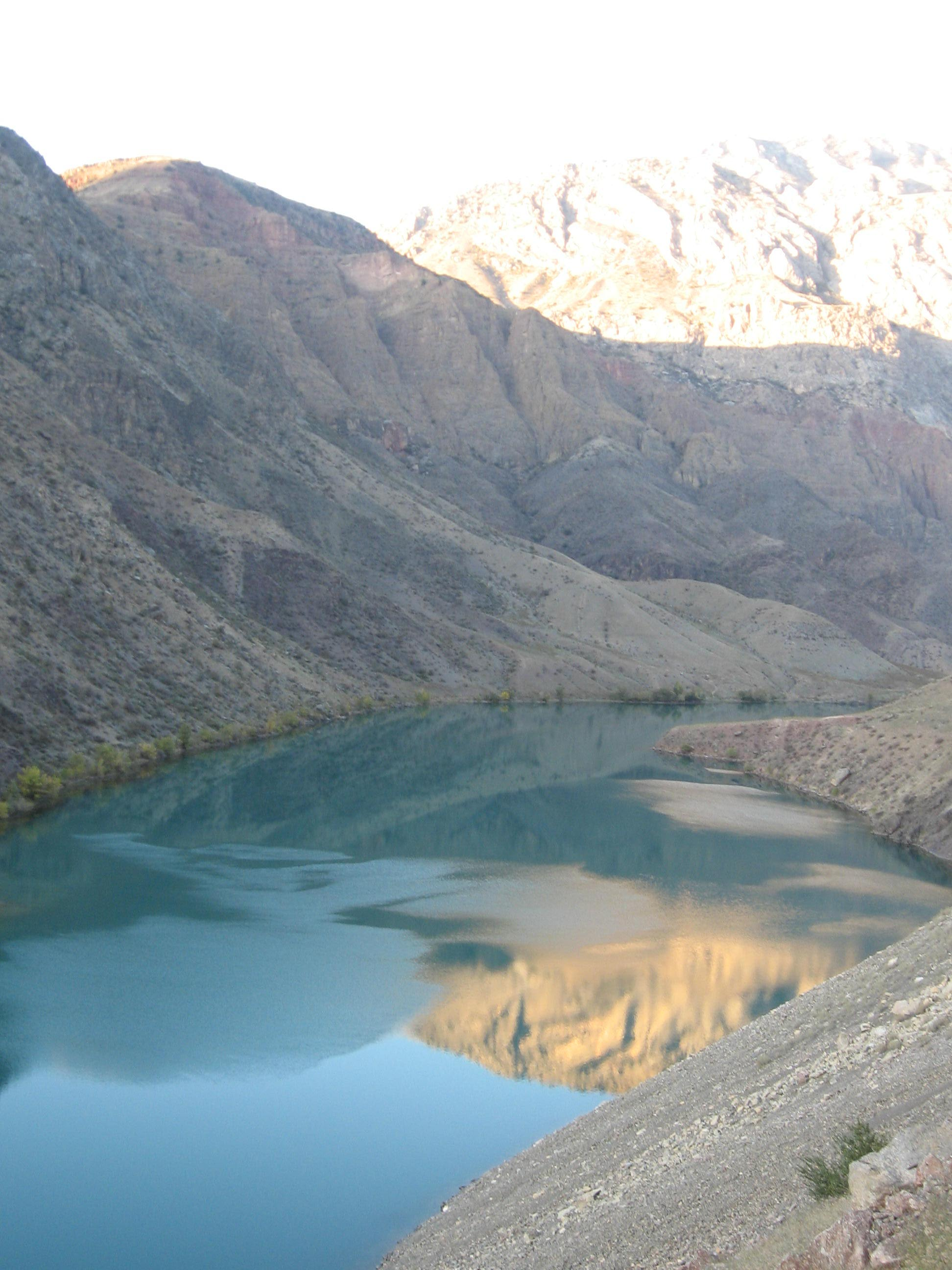
Vue du fleuve Naryn
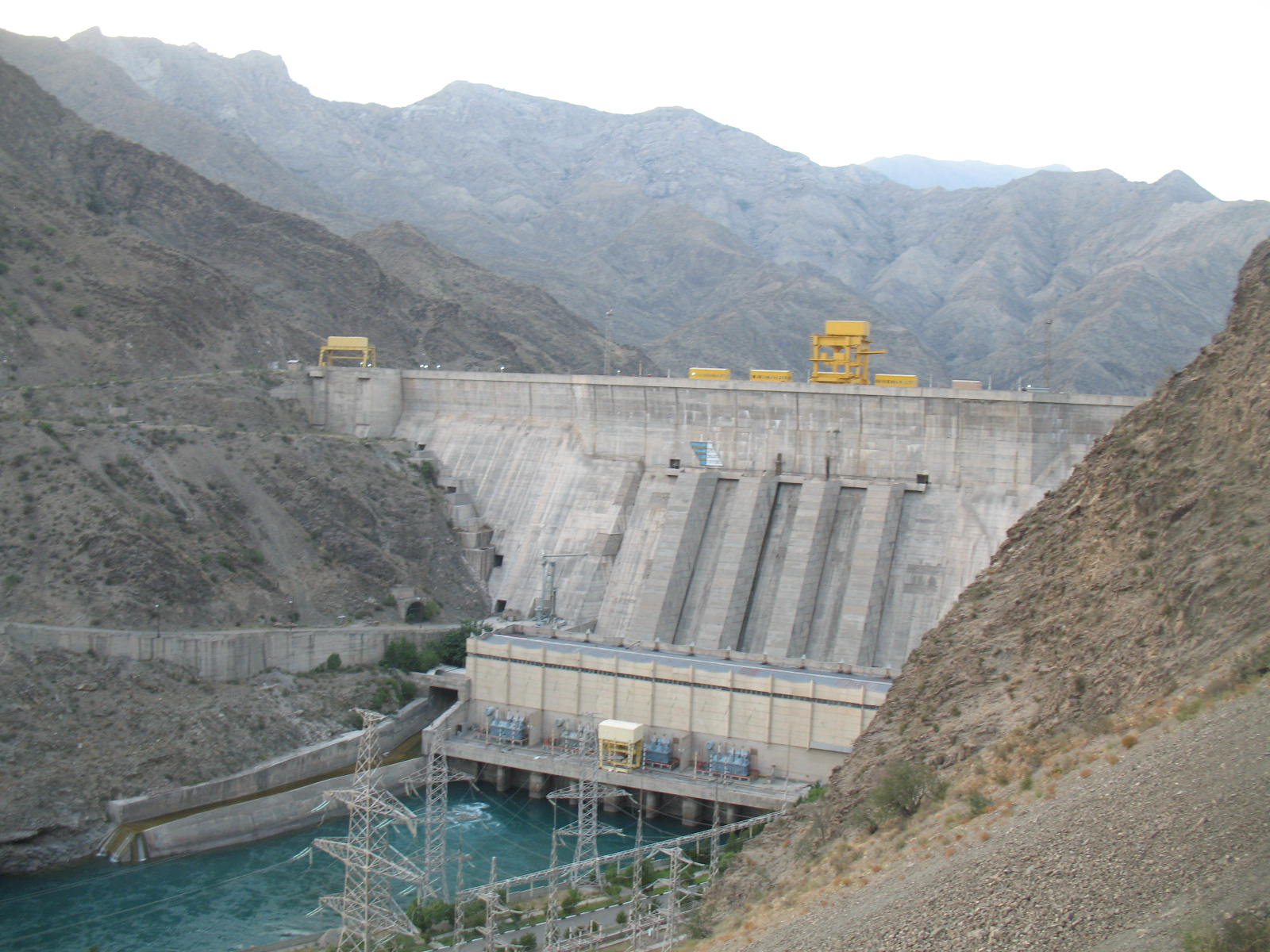
Barrage de Kourpsaï au sud du réservoir de Toktogoul